# Інвестиційний фонд нерухомості
Інвестиційний фонд нерухомості (англ. Real Estate Investment Trust (REIT)) — це підприємство, яке володіє, та в більшості випадків керує та обслуговує цю нерухомсть. Підприємницькі фонди володіють багатьма видами комерційної нерухомості, серед яких офіси, апартаменти, склади, лікарні, торгові центри та готелі. Законодавство деяких країн дозволяє фондовій нерухомості платити меншу суму на прибуток. Інвестиційні фонди нерухомості часто піддаються критиці за їх роль у спекуляції на ринку житла, що збільшує його вартість.
Закони більшості країн про REIT дають право компаніям, що займаються нерухомістю, сплачувати менший податок на прибуток та податок на приріст капіталу. REIT критикують за те, що вони сприяють спекуляціям на ринку житла та знижують доступність житла, не збільшуючи при цьому фінансування будівництва.